# Saccopetalum sclerocarpum
Saccopetalum sclerocarpum är en kirimojaväxtart som först beskrevs av A. Dc., och fick sitt nu gällande namn av Joseph Dalton Hooker och Thomas Thomson. Saccopetalum sclerocarpum ingår i släktet Saccopetalum och familjen kirimojaväxter. Inga underarter finns listade i Catalogue of Life.